# Tiopurina metiltransferasa
La tiopurina metiltransferasa o tiopurina S-metiltransferasa (TPMT) es una enzima que descompone una clase de medicamentos llamados tiopurinas, que suprimen el sistema inmunitario y se usan para tratar algunas enfermedades de la sangre o autoinmunes.
Esta enzima tiene la capacidad de metabolizar fármacos como la azatioprina, la mercaptopurina y la tioguanina. La medición de la actividad de la TPMT se recomienda antes de comenzar el tratamiento con estos medicamentos, ya que los pacientes con baja actividad o ausencia de actividad de la enzima tienen un mayor riesgo de toxicidad en la médula ósea debido a la acumulación del fármaco sin metabolizar. Se estima que alrededor del 5% de los tratamientos con tiopurinas fallarán debido a la toxicidad.

## Funcionalidad
La tiopurina metiltransferasa (TPMT) es una enzima que tiene la función de metabolizar los medicamentos tiopurínicos, como la azatioprina, la mercaptopurina y la tioguanina. La TPMT convierte estos fármacos en metabolitos inactivos que pueden ser eliminados del cuerpo.
Los medicamentos que son metabolizados por la tiopurina metiltransferasa (TPMT) se utilizan principalmente para tratar:
- La enfermedad inflamatoria intestinal, con la azatioprina; un medicamento comúnmente utilizado en el tratamiento de la enfermedad inflamatoria intestinal, como la enfermedad de Crohn y la colitis ulcerosa.[6]
- La leucemia, con la mercaptopurina y la tioguanina; medicamentos de quimioterapia importantes utilizados para tratar este tipo de cáncer.[3][7]

## Medición de la actividad TPMT en el cuerpo
La actividad de la tiopurina metiltransferasa (TPMT) se mide a través de la determinación de la actividad enzimática de la TPMT en las células de la sangre. La determinación de la actividad de la TPMT permite individualizar la dosis inicial de azatioprina y prevenir el riesgo de efectos adversos.
En un estudio en pacientes españoles con enfermedad inflamatoria intestinal, se encontró que el valor medio de TPMT fue de 20 U/ml, con un 0,5% de valores bajos (< 5 U/ml) y un 11,1% de valores intermedios (5-10 U/ml).